# Al-Maarri
Abu al-'Alā Ahmad ibn 'Abd Allāh ibn Sulaimān al-Tanūkhī al-Ma'arri (în arabă أبو العلاء أحمد بن عبد الله بن سليمان التنوخي المعري), prescurtat Al-Maarri ori al-Ma'ari, (n. 973 d.Hr., Maarrat al-Numan, Guvernoratul Idlib, Siria – d. 1057, Maarrat al-Numan, Guvernoratul Idlib, Siria) a fost poet și erudit arab din Siria, personalitate importantă a literaturii în limba arabă.

## Viața
Al-Maarri s-a născut în 973 în orășelul sirian Ma'arrat al-Numan. La patru ani își pierde vederea din cauza variolei.
După studii urmate în Alep, Antiohia și alte orașe siriene, își continuă cariera de filozof și poet și își petrece restul vieții în orașul natal practicând asceza și vegetarianismul.
În scurtele călătorii întreprinse la Bagdad, atrăgea un număr mare de discipoli prin prelegerile sale de filozofie, poezie, gramatică.
Al-Maarri a murit în mai 1057, la vârsta de 84 de ani.

## Opinii religioase
Al-Ma'arri era adeptul scepticismului și se opunea dogmatismului religios și superstițiilor.
Mai mult, considera religia ca fiind o "fabulă inventată în timpurile vechi pentru a exploata credulitatea maselor".
De asemenea, respinge ideea revelației divine a Coranului.

## Opera
- Scânteia amnarului ("Saqt az-zand"; سقط الزند) - versuri în stilul lui Al-Mutanabbī și Abu Tammām;
- Necesarele care nu sunt necesare ("Luzum ma la yalzam"; لزوم ما لا يلزم أو اللزوميات) - culegere poetică ce cuprinde meditații sceptice asupra vieții, prefigurându-l pe Omar Haiām; Cf. traduceri in Tartler, Grete. Înțelepciunea arabă. De la preislam la hispanoarabi, editura Polirom, Iasi, 2014, pp. 271–272.
- Epistola iertării ("Resalat Al-Ghufran"; رسالة الغفران ) - operă singulară în literatura arabă, care sub pretextul unei călătorii în lumea de dincolo, evocă ilustre personalități ale trecutului. Traducere în limba română în Tartler, Grete. Înțelepciunea arabă. De la preislam la hispanoarabi. Editura Polirom, Iași, 2014, pp. 330–355.